# شمال المدينة (فلم)
شمال المدينة (بالإنجليزية: North Country) هو فيلم دراما تم إنتاجه في الولايات المتحدة سنة 2005.

## بطولة
- تشارليز ثيرون
- فرانسيس مكدورماند
- شون بين
- ريتشارد جينكينز
- ميشيل موناغان

## القصة
قصة جوسي التي اغتصبها مدرسها في المدرسة الثانوية و حملت منه ابنها الأول ، تكبر جوسي وتتزوج وتبتعد عن مدينتها الشمالية و تنجب فتاة ولكن لسوء تعامل زوجها معها تضطر لطلب الطلاق و العودة لمدينتها و العمل في مصنع حيث تتم مضايقتها من الرجال خصوصا صديقها القديم من المرحلة الثانوية و تقوم برفع قضية على رجال المصنع الذي يتحرشون بها و بزميلاتها النساء .

## الميزانية والإيرادات
بلغت تكلفة إنتاج الفيلم حوالي 35 مليون دولار بينما حقق أرباحا تقدر بـ 65,211,175 مليون دولار.

## روابط خارجية
- مقالات تستعمل روابط فنية بلا صلة مع ويكي بيانات